# Het Rode Spoor
Het Rode Spoor is een stripalbum uit 2010 en het vijfentwintigste deel uit de stripreeks Storm, getekend door Romano Molenaar en ingekleurd door Jorg de Vos naar een scenario van Martin Lodewijk. Het is het zestiende deel van de subreeks De kronieken van Pandarve.

## Verhaallijn
Storm gaat op Marrow op zoek naar zijn vrienden Roodhaar en Nomad. Hij wordt echter geronseld door een teamleider uit de Barsamancompetitie. Storm ontsnapt, maar is daardoor ook gelijk een gezochte crimineel. In de hoop dat de autoriteiten het niet zullen doorgronden, laat Storm aanwijzingen achter voor Roodhaar en Nomad. De zwerfdoder die door Marduk achter Storm aan werd gestuurd ontcijfert de aanwijzingen echter wel en weet Storm's schuilplaats te bereiken voordat Storm dat zelf doet. Met behulp van Roodhaar en Nomad, die dus ook de aanwijzingen hebben ontcijferd, verslaat Storm de zwerfdoder.